# Bruno Wilson
Pour les articles homonymes, voir Wilson.
Bruno Wilson, né le 27 décembre 1996 à Lisbonne au Portugal, est un footballeur portugais qui évolue au poste de défenseur central aux Earthquakes de San José.

## Biographie

### En club
Né à Lisbonne au Portugal, Bruno Wilson est notamment formé par le Sporting CP, où il ne joue aucun match en équipe première. Le 3 janvier 2016, il rejoint le SC Braga, où il est dans un premier temps intégré à l'équipe réserve du club. En décembre 2016, l'entraîneur de l'équipe première, José Peseiro, l'appelle en équipe première pour pallier l'absence sur blessure de Lazar Rosić (en). Bruno Wilson joue ainsi son premier match avec l'équipe une, le 11 décembre 2016, lors d'une rencontre de Liga NOS face au Paços de Ferreira. Il est titularisé et son équipe s'impose par trois buts à zéro ce jour-là.
Le 26 juin 2019, est annoncé le transfert de Bruno Wilson au CD Tondela, Braga gardant tout de même 50% des droits sur le joueur.
Le 3 novembre 2019, il inscrit son premier but en première division, lors de la réception du Sporting CP, permettant à son équipe de l'emporter 1-0. Le 18 janvier 2020, il marque un deuxième but, lors de la réception du Moreirense FC, permettant à son équipe de réaliser le match nul (1-1).
Le 31 janvier 2020, il effectue son retour au SC Braga, s'engageant pour un contrat de trois saisons.
Le 30 août 2020, Bruno Wilson est prêté pour une saison au club espagnol du CD Tenerife, qui évolue alors en deuxième division. Il joue son premier match pour Tenerife le 13 septembre 2020, lors de la première journée de la saison 2020-2021 contre le Málaga CF. Il est titularisé et son équipe s'impose par deux buts à zéro.
En juin 2021, Bruno Wilson s'engage pour un contrat de trois ans avec le FC Vizela, tout juste promu en première division portugaise.
Wilson inscrit son premier but pour Vizela le 19 février 2022, lors d'une rencontre de championnat face à Paços de Ferreira. Titulaire, il ouvre le score de la tête, mais ne peut empêcher la défaite de son équipe par deux buts à un.

### En sélection
Bruno Wilson est régulièrement sélectionné dans les équipes nationales de jeunes portugaises, des moins de 16 ans jusqu’au moins de 20 ans. Il reçoit notamment trois sélections avec les moins de 20 ans en 2016.

## Vie privée
Il est le fils de Mário Wilson et le petit-fils de Mário Wilson, footballeurs portugais.